# Gerard Batten
Gerard Joseph Batten, född 27 mars 1954 i Romford i Havering i London, är en brittisk politiker som var partiledare för United Kingdom Independence Party (UKIP) mellan 2018 och 2019. Batten har varit europaparlamentariker för UKIP för valkretsen London under perioden 2004–2019.